# Puning
Puning is een stad en een arrondissement in de prefectuur Jieyang in de provincie Guangdong. Het meest gesproken dialect is het Chaozhouhua.
Bij de volkstelling van 2020 had de stad zelf 935.668 inwoners, het arrondissement had 1.998.619 inwoners.

## Geografie
De stad ligt in het oosten van de miljoenenstad Kanton en is onderdeel van het metropoolgebied Chaoshan. 